# Gīldīr
Gīldīr (persiska: گلدر, گیلدیر, گیلدر) är en ort i Iran.   Den ligger i provinsen Östazarbaijan, i den nordvästra delen av landet, 500 km nordväst om huvudstaden Teheran. Gīldīr ligger 1 545 meter över havet och antalet invånare är 809.
Terrängen runt Gīldīr är platt åt sydväst, men åt nordost är den kuperad.Runt Gīldīr är det ganska glesbefolkat, med 35 invånare per kvadratkilometer. Närmaste större samhälle är Bakhshāyesh, 14,0 km söder om Gīldīr. Trakten runt Gīldīr består i huvudsak av gräsmarker.